# Ouled Jamaa
 (avril 2025).
Motif : Absence de sources secondaires centrées en nombre et qualité suffisants
- Archive Wikiwix
- Bing
- Cairn
- DuckDuckGo
- E. Universalis
- Gallica
- Google
- G. Books
- G. News
- G. Scholar
- Persée
- Qwant
- (zh) Baidu
- (ru) Yandex
- (wd) trouver des œuvres sur Wikidata

| 1. | Préciser le motif de la pose du bandeau. | Précisez le motif de la pose du bandeau en utilisant la syntaxe suivante : {{admissibilité à vérifier\|date=août 2025\|motif=remplacez ce texte par le motif}}                   |
| 2. | Informer les utilisateurs concernés.     | Pensez à avertir le créateur de l'article, par exemple, en insérant le code ci-dessous sur sa page de discussion : {{subst:avertissement admissibilité à vérifier\|Ouled Jamaa}} |

 (février 2025).
Si vous disposez d'ouvrages ou d'articles de référence ou si vous connaissez des sites web de qualité traitant du thème abordé ici, merci de compléter l'article en donnant les références utiles à sa vérifiabilité et en les liant à la section « Notes et références ».
 (février 2025).
Ouled Jamaa', Ouled Djemaa ou encore Ouled Jami’ (en arabe : أولاد جامع) est une tribu arabe marocaine dont le territoire est situé au nord de Fès.

## Origines
Les Ouled Jamaa serait une tribu arabe des Zoghba, des Banu Hilal, même si d'autres récits les lient aux Bani Jamaa, une dynastie hilalienne des Riyah ayant régné sur Gabès avant leur destitution par les Almohades. Ils sont venus dans la région de Fès au XVIIe siècle. D'autres avis, bien que minoritaire, tendent à dire qu'ils sont issues des Banu Maaqil. Il existe également des "Baghdadis" dans la tribu, des descendants de sayyid husseinites, ayant fui l'Irak pour le Maroc.

## Territoire
Le territoire des Ouled Jamaa est considéré comme un vrai grenier à blée de la région de Fès, où passe d'ailleurs le Fleuve Sebou. A noter également une production de laine très forte.

## Histoire

### Début d'histoire
Une révolte fit rage en 1824, de la part de la tribu des Oudaya, cherchant à assassiner le sultan Abd ar-Rahman, ils iront attaqués son palais et y mettre le feu, mais heureusement pour le sultan, il réussit à fuir et à ce réfugier dans chez les Jamaa, où il sera accueilli par El Arbi el-Jammaï, tous deux feront appel aux Ouled Jamaa tout entier, et iront chassé les Oudaya. En représailles, le sultan fait dispersé la tribu dans tout le pays, et en récompense, fait marié son fils, Moulay Mohamed, à la fille d'El Arbi. C'est le début de la richesse des Jammaï.
En Septembre 1846, Moulay Abd ar-Rahman, craignant l'influence de l'Émir Abd al-Kader enverra son fils, Moulay Mohamed, avec des contingents des Ouled Jamaa, des Cheraga et des Cherarda, trois tribus makhzen, contre l'émir.

### Époque coloniale
En mai 1908, un partisan hafidiste, Moulay Ali al-Ouazzani, fait sa tournée pour faire révolté les tribus de la régions de Fès, comme les Ouled Jamaa, les Hyayna, les Cheraga et les Ouled Aïssa pour les faires entrer en révolte contre le sultan Abd al-Aziz.

## Composition tribal
Les Ouled Jemaa sont divisés en 5 fractions ; 
- les Traïma
- les Mettarfa
- les ’Ouleka
- les ’Akour
- les Hamyan

## Personnalités
- Famille al-Jamaa'i de Fès[5]
  - El Arbi (ben Mokhtar) el-Jamaï, vizir du sultan
  - Mohamed Ben El Arbi el-Jamaï
  - Mokhtar ben Abd Al-Malik el-Jamaï, ministre, poète, homme de loi et juriste[6].
- Aboubakr Jamaï, journaliste
- Sidi Ahmed ben al-Hassan al-Hammoumi, saint (wali) des Ouled Jamaa, issue de la branche Ouled Hammoum[7].